# Cratere Nagaoka
Nagaoka è un cratere lunare da impatto intitolato al fisico giapponese Hantarō Nagaoka, situato a sud est del Mare Mascoviense nell'emisfero opposto alla Terra (faccia nascosta). A est di Nagaoka vi è il cratere Kostantinov di poco più grande. È una formazione relativamente erosa, e il cratere minore 'Nagaoka W' si sovrappone al bordo nord est. Il resto del bordo rimane ben definito, anche se coperto da diversi piccoli crateri. Il versante interno è crollato a pezzi, formando ripiani simili a terrazze. Qualche piccolo cratere è presente all'interno.

## Crateri correlati
Alcuni crateri minori situati in prossimità di Nagaoka sono convenzionalmente identificati, sulle mappe lunari, attraverso una lettera associata al nome.
| Nagaoka | Latitudine | Longitudine | Diametro |
| ------- | ---------- | ----------- | -------- |
| U       | 19,9° N    | 151,4° E    | 30 km    |
| W       | 20,0° N    | 153,0° E    | 29 km    |